# Penhascoso
Penhascoso is een plaats (freguesia) in de Portugese gemeente Mação en telt 952 inwoners (2001).